# 흑도 (영화)
"흑도"(南拳北腿活閰王, The Hot, The Cool And The Vicious)는 타이완, 한국에서 제작된 리쭤난 감독의 1976년 액션 영화이다. 왕도 등이 주연으로 출연하였고 이전철 등이 제작에 참여하였다.

## 출연

### 주연
- 왕도
- 담도량
- 금명

### 조연
- 손가림
- 왕각
- 고비
- 용방
- 유인상

## 기타
- 조명: 정경희
- 연출부: 김시현